# 代滕巴赫河 (舊多瑙河支流)
48°49′10.25″N 11°43′37.79″E / 48.8195139°N 11.7271639°E

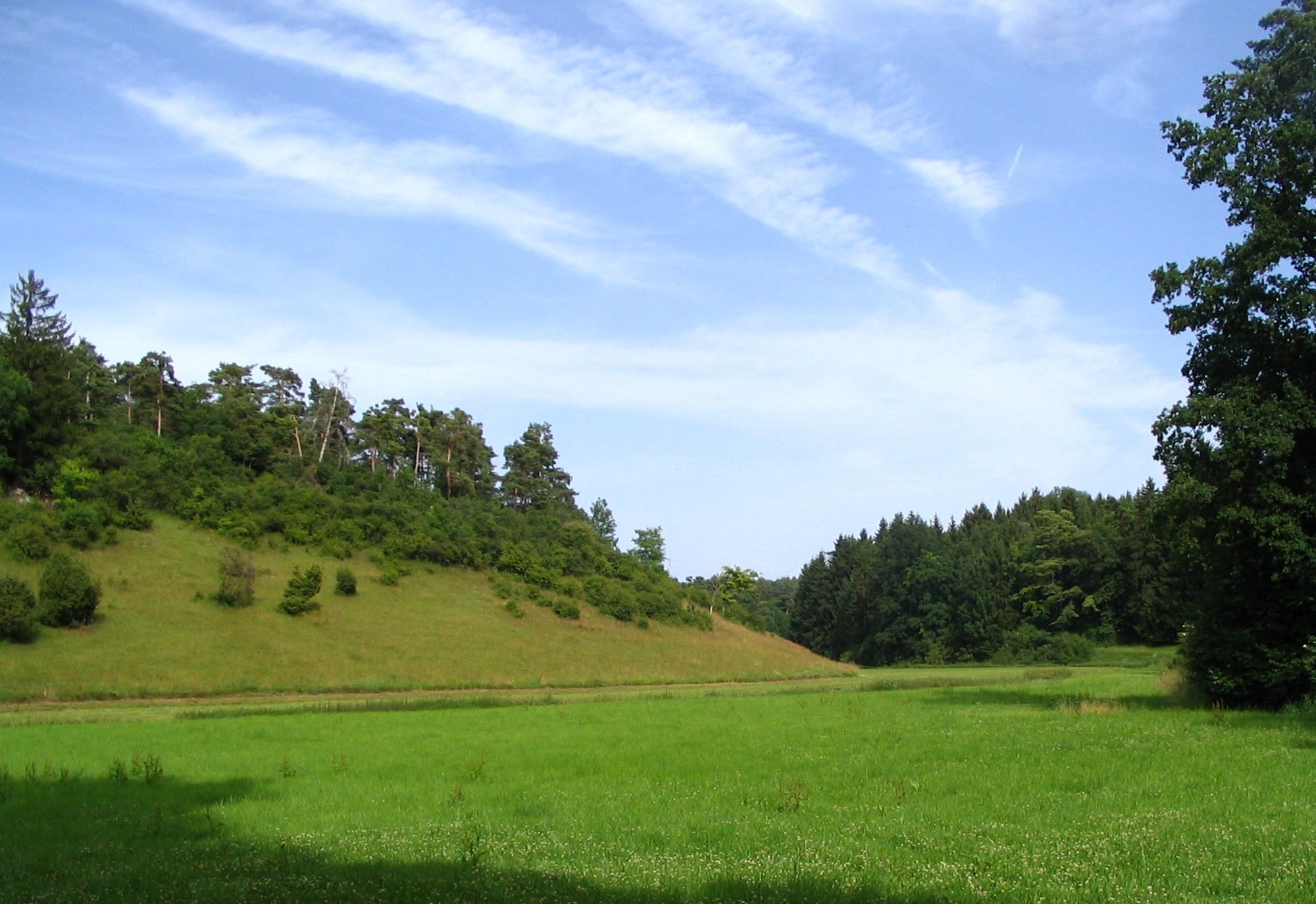

代滕巴赫河（德語：Dettenbach），是德國的河流，位於該國東南部，由巴伐利亞負責管轄，屬於舊多瑙河的左支流，河道全長14.3公里，發源自明德爾施泰滕。